# 罗滕施泰因
罗滕施泰因是德国图林根州的一个市镇。总面积10.48平方公里，总人口1335人，其中男性699人，女性636人（2011年12月31日），人口密度127人/平方公里。